# Севак, Паруйр Рафаэлович
Пару́йр Рафаэ́лович Сева́к (наст. фамилия Казаря́н; арм. Պարույր Ռաֆայելի Սևակ (Ղազարյան); 24 января 1924 — 17 июня 1971) — армянский поэт, деятель культуры, литературный критик, переводчик, доктор филологических наук, лауреат Государственной премии Армянской ССР (1967), член Союза писателей СССР. За создание лирической поэмы «Несмолкающая колокольня» (1959) — удостоен Государственной премии СССР. 
Считается одним из величайших армянских поэтов XX века.

## Псевдоним
Паруйр Рафаэлович выбрал псевдоним «Севак», когда впервые предложил свои стихи к публикации в журнале. В редакции ему сказали, что фамилия Казарян не звучная для поэта, и поэтому ему необходим псевдоним. Недолго раздумывая, Паруйр, который восхищался Рубеном Севаком — выдающимся западно-армянским поэтом, который пал жертвой геноцида, выбрал себе псевдоним «Севак».

## Биография
Паруйр Севак родился 24 января 1924 года в селе Чанахчи (ныне Зангакатун) Араратского района Армении.
После окончания школы, в 1940 году Паруйр Севак поступил на отделение армянского языка и литературы филологического факультета ЕрГУ. После окончания ЕрГУ в 1945 году, Севак поступает в аспирантуру Академии Наук Армении. В эти же годы он женился на своей однокурснице Майе Авагян и у них родился сын — Грачья, однако через несколько лет этот брак распался.
Севак уехал учиться в Москву и поступил в Литературный Институт им. Горького. В Москве он женился на Нине Менагаришвили. В браке с Ниной у Севака родилось двое сыновей — Армен и Корюн. В 1955 году он окончил институт им. Горького и до 1959 года занимался преподавательской деятельностью в том же институте.
В 1960 году Севак возвращается в Ереван. В 1963—1971 годах работал в Институте Литературы им. Абегяна в качестве старшего научного сотрудника; в 1966—1971 годах был секретарем правления Союза писателей Армении; в 1966 году защитил диссертацию на тему «Саят-Нова» и получил степень кандидата наук. В 1969 году эта работа издана отдельной книгой, а в 1970 году в силу фундаментальности работы, автору присвоено звание доктора филологических наук.
В 1968 году был избран депутатом Верховного Совета Армянской ССР. Депутат Верховного Совета СССР 7 созыва.
17 июня 1971 года, возвращаясь домой из родной деревни, Паруйр Севак с женой Ниной Менагаришвили попали в автокатастрофу и погибли.

## Творчество

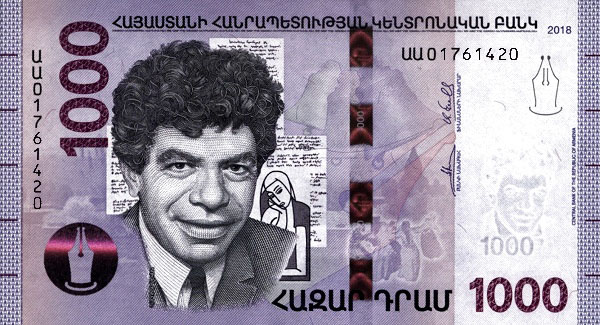
П. Севак на армянской банкноте

Первые стихотворения Паруйра Севака увидели свет в журнале «Советская литература». А через время были опубликованы первые сборники стихов «Бессмертные повелевают» (1948), «Дорога любви» (1954), «Снова с тобой» (1957), «Человек на ладони» (1963), «Да будет свет» (1969) и первая поэма «Несмолкающая колокольня» (1959), где центральная фигура поэмы — композитор Комитас, её главная тема — история жизни и смерти композитора. Комитас прошёл со своим народом все ужасы геноцида армянского народа в Турции в 1915 году.

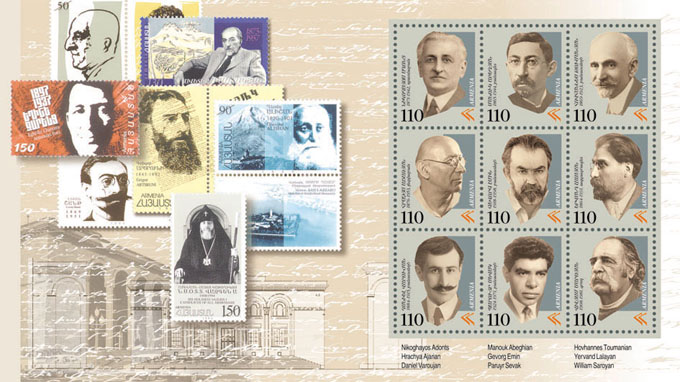
Адонц, Абегян, Туманян, Ачарян, Эмин, Лалаян, Варужан, Севак, Сароян

Именно судьба великого композитора Комитаса вдохновила художника на создание этих работ. Поэма, иллюстрированная Ханджяном, стала настольной книгой в каждой армянской семье. Иллюстрации художника помогают сохранить в памяти читателя яркий образ героя и показывают его собственное отношение к этим трагическим событиям.
Большое воздействие на творчество Паруйра Севака оказал тот факт, что его родители вынуждены были бежать из Западной Армении, которая находилась под властью Османской Турции, спасаясь от геноцида армян 1915 года, организованным правительством младотурок. Раздумья поэта о геноциде отражены, в основном, в поэмах «Несмолкающая колокольня» (1959) и «Трёхголосная литургия» (1965), которая посвящена 50-летию геноцида 1915 года.

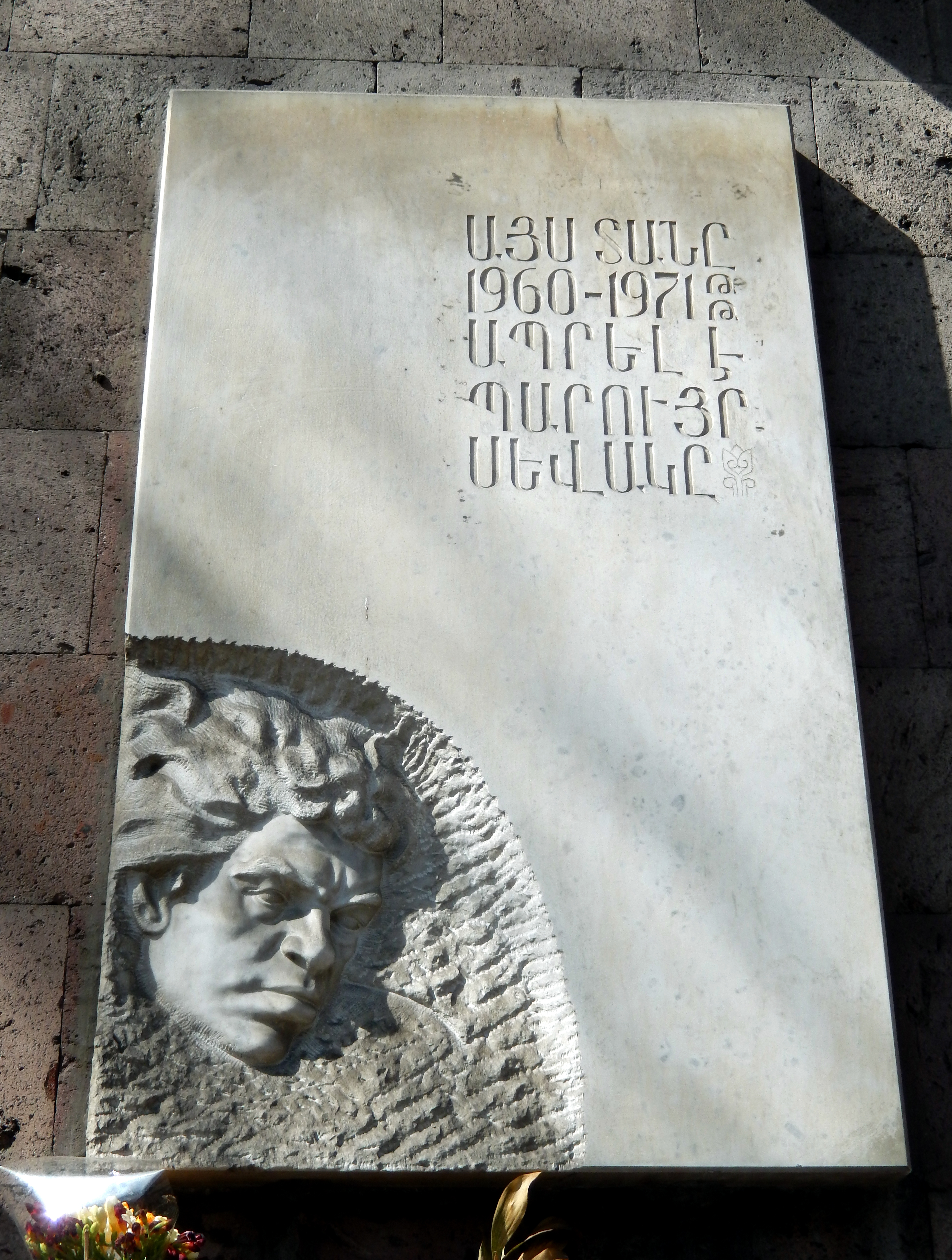

Паруйр Севак перевёл на армянский язык произведения Пушкина, Лермонтова, Есенина, Блока, Янки Купалы, Райниса, Брюсова, Абашидзе, Маяковского, Межелайтиса, ряда венгерских поэтов и др. А его произведения изданы на русском, украинском, литовском, грузинском, чешском, венгерском и других языках.

## Награды
- Орден Трудового Красного Знамени (28.10.1967).
- Медаль «За трудовое отличие» (27.06.1956).
- Государственная премия СССР (1959)
- Государственная премия Армянской ССР (1967)

## Память
- В 2000 году была выпущена почтовая марка Армении, посвященная Севаку.
- Севаку посвящены два стихотворения русской поэтессы Юнны Мориц: «Паруйр Севак» (1985) и первая часть стихотворной дилогии «Армения» (1983) (вторая часть этой дилогии посвящена художнику М. Аветисяну).

## Произведения
- Неумолкаемая колокольня